# Yorkshireterrier
Yorkshireterrier är en hundras från Storbritannien. Den är en långhårig terrier av dvärghundstyp. I en undersökning 2012/2013 utnämndes yorkshireterriern till en av världens tio populäraste hundraser.

## Historia
Det exakta ursprunget för yorkshireterriern är okänt trots att rasen anses medvetet framavlad. Efter mitten av 1800-talet hade skotska invandrare med sig terrier när de sökte sig till textilindustrin i Yorkshire och Lancashire. Dessa terrier kan ha varit föregångare till skyeterrier och dandie dinmont terrier. Utöver det traditionella bruksområdet att hålla efter skadedjur så var första målet att få fram en långhårig terrier som kunde säljas till välbeställda människor. Möjligen kan malteser ha korsats in. Därefter har man medvetet valt ut små individer och avlat på dem för att få fram en dvärgterrier.
1861 ställdes yorkshireterriern ut första gången som Broken-haired Scotch Terrier, under samma namn registrerades de först i den brittiska kennelklubbens the Kennel Clubs stambok 1875. 1886 erkändes yorkshireterriern som en självständig ras och 1898 bildades rasklubben. De första exemplaren kom till Sverige 1911. Numera nyregistreras cirka 500 hundar årligen.

## Egenskaper
Trots att den numera är en av världens minsta hundraser, så verkar den ringa medveten om sin storlek. Temperamentsmässigt är den en mycket typisk terrier – livlig, pigg och lekfull. Yorkshiren är härdig och sportig och tycker om ordentliga promenader. Yorkshireterriern har charm. Den är mycket tillgiven.

## Utseende
Den har lång, svallande stålblå päls och ett litet näpet ansikte med busig och självmedveten uppsyn. Den skall ha en kvadratisk, kompakt kropp med elegant hals och stolt buret huvud. 
Helhetsintrycket skall förmedla känslan av en spänstig och välproportionerad kropp. Huvudet är tämligen litet med flat hjässa och relativt kort nosparti, rak nosrygg och svart nosspegel. Öronen är små, v-formade och burna upprättstående. Ögonen är mörka, medelstora och svagt mandelformade. Svansen skall vara högt ansatt och buren något högre än rygglinjen.
Färgen är varmt guldröd med mörkt stålblått på ryggen. Den stålblå färgen skall vara ren, ej uppblandad med gula eller svarta hår. Öronen skall ha en mörk, guldröd färg. Pigmentet på ögonlocksränder, läppar, trampdynor och nostryffel skall vara svart. Pälsen är silkeslen, rak och tät och är sidenglänsande och inger en sval känsla vid beröring. Rätt pälsstruktur reflekterar ljuset till en metallisk glans. Pälsvården är omfattande med regelbunden kamning och borstning. Mankhöjden är cirka 20 till 23 cm och vikten högst 3,2 kg.

## Hälsa
Sin vitalitet behåller den långt upp i åldern och den är långlivad och sund.[källa behövs]